# Henridorff
Henridorff és un municipi francès, situat al departament del Mosel·la i a la regió del Gran Est. L'any 2007 tenia 645 habitants.

## Demografia

### Població
El 2007 la població de fet de Henridorff era de 645 persones. Hi havia 241 famílies, de les quals 49 eren unipersonals (8 homes vivint sols i 41 dones vivint soles), 70 parelles sense fills, 102 parelles amb fills i 20 famílies monoparentals amb fills.
La població ha evolucionat segons el següent gràfic:
Habitants censats

### Habitatges
El 2007 hi havia 277 habitatges, 243 eren l'habitatge principal de la família, 19 eren segones residències i 14 estaven desocupats. 256 eren cases i 15 eren apartaments. Dels 243 habitatges principals, 206 estaven ocupats pels seus propietaris, 33 estaven llogats i ocupats pels llogaters i 4 estaven cedits a títol gratuït; 1 tenia una cambra, 1 en tenia dues, 10 en tenien tres, 34 en tenien quatre i 197 en tenien cinc o més. 225 habitatges disposaven pel capbaix d'una plaça de pàrquing. A 94 habitatges hi havia un automòbil i a 113 n'hi havia dos o més.

### Piràmide de població
La piràmide de població per edats i sexe el 2009 era:
| Homes | Edats   | Dones |
| ----- | ------- | ----- |
| 0     | 95 o +  | 0     |
| 0     | 90 a 94 | 8     |
| 0     | 85 a 89 | 4     |
| 0     | 80 a 84 | 4     |
| 4     | 75 a 79 | 20    |
| 12    | 70 a 74 | 28    |
| 16    | 65 a 69 | 24    |
| 20    | 60 a 64 | 8     |
| 4     | 55 a 59 | 20    |
| 24    | 50 a 54 | 24    |
| 20    | 45 a 49 | 4     |
| 24    | 40 a 44 | 28    |
| 28    | 35 a 39 | 20    |
| 24    | 30 a 34 | 16    |
| 12    | 25 a 29 | 16    |
| 8     | 20 a 24 | 16    |
| 28    | 15 a 19 | 12    |
| 16    | 10 a 14 | 32    |
| 4     | 5 a 9   | 20    |
| 12    | 0 a 4   | 8     |

## Economia
El 2007 la població en edat de treballar era de 393 persones, 277 eren actives i 116 eren inactives. De les 277 persones actives 256 estaven ocupades (142 homes i 114 dones) i 20 estaven aturades (9 homes i 11 dones). De les 116 persones inactives 37 estaven jubilades, 31 estaven estudiant i 48 estaven classificades com a «altres inactius».

### Ingressos
El 2009 a Henridorff hi havia 244 unitats fiscals que integraven 648,5 persones, la mediana anual d'ingressos fiscals per persona era de 17.733 €.

### Activitats econòmiques
Dels 17 establiments que hi havia el 2007, 1 era d'una empresa alimentària, 1 d'una empresa de fabricació d'elements pel transport, 5 d'empreses de construcció, 1 d'una empresa de comerç i reparació d'automòbils, 1 d'una empresa de transport, 2 d'empreses d'hostatgeria i restauració, 1 d'una empresa d'informació i comunicació, 1 d'una empresa financera, 2 d'empreses de serveis, 1 d'una entitat de l'administració pública i 1 d'una empresa classificada com a «altres activitats de serveis».
Dels 6 establiments de servei als particulars que hi havia el 2009, 1 era una oficina bancària, 1 paleta, 1 guixaire pintor, 2 fusteries i 1 restaurant.
Dels 2 establiments comercials que hi havia el 2009, 1 era una botiga de menys de 120 m² i 1 una botiga de material de revestiment de parets i terra.
L'any 2000 a Henridorff hi havia 4 explotacions agrícoles.

## Equipaments sanitaris i escolars
El 2009 hi havia 1 escola maternal integrada dins d'un grup escolar amb les comunes properes formant una escola dispersa i 1 escola elemental integrada dins d'un grup escolar amb les comunes properes formant una escola dispersa.

## Poblacions més properes
El següent diagrama mostra les poblacions més properes.